# Hólmavík
Hólmavík – miejscowość w północno-zachodniej Islandii, nad fiordem Steingrímsfjörður. Wchodzi w skład gminy Strandabyggð, w regionie Vestfirðir. Na początku 2018 roku zamieszkiwało ją 320 osób. W pobliżu miejscowości przebiega droga nr 61, główna droga środkowej części Fiordów Zachodnich, prowadząca do stolicy regionu Ísafjörður.
Podstawą lokalnej gospodarki jest rybołówstwo i usługi, a także hodowla owiec. Tej ostatniej branży poświęcone jest muzeum w osadzie Sævangur położonej około 10 km na południej. W Hólmavík znajduje się natomiast muzeum czarnoksięstwa, w którym pokazana jest historia siedemnastu mężczyzn i kobiet, którzy w XVII w. zostali spaleni na stosie za uprawianie okultyzmu.
Znani ludzie z Hólmavík to poeta Stefán Sigurðsson oraz muzyk Gunnar Þórðarson.